# Volkswagen XL1
Volkswagen XL1 — субкомпактный сверхэкономичный гибридный автомобиль немецкого автоконцерна Volkswagen, находившийся в малосерийном производстве с 2013 по 2015 год.

## История создания

### Первая версия
В 2000 году глава концерна Volkswagen Фердинанд Пиех решил сконструировать сверхэкономичный автомобиль по следующему техническому заданию: способность преодолеть 100 километров на 1 литре топлива.
Для достижения технического задания было решено максимально снизить вес всех узлов автомобиля и облегчить кузов. Достигнуто это было следующими техническими решениями:
- изготовление из магния несущей пространственной рамы, коробки передач, рычагов подвески, каркаса сидений, педалей и т. д.
- изготовление кузовных панелей из неокрашенного карбона
- изготовление колёсных дисков из углепластика

Первый прототип был изготовлен к 2002 году. Название автомобилю было дано по техническому заданию — «1-Liter car» («однолитровый автомобиль»).
Он представлял собой двухместный автомобиль с посадкой пассажира за водителем и с откидным прозрачным колпаком, как на самолётах-истребителях.

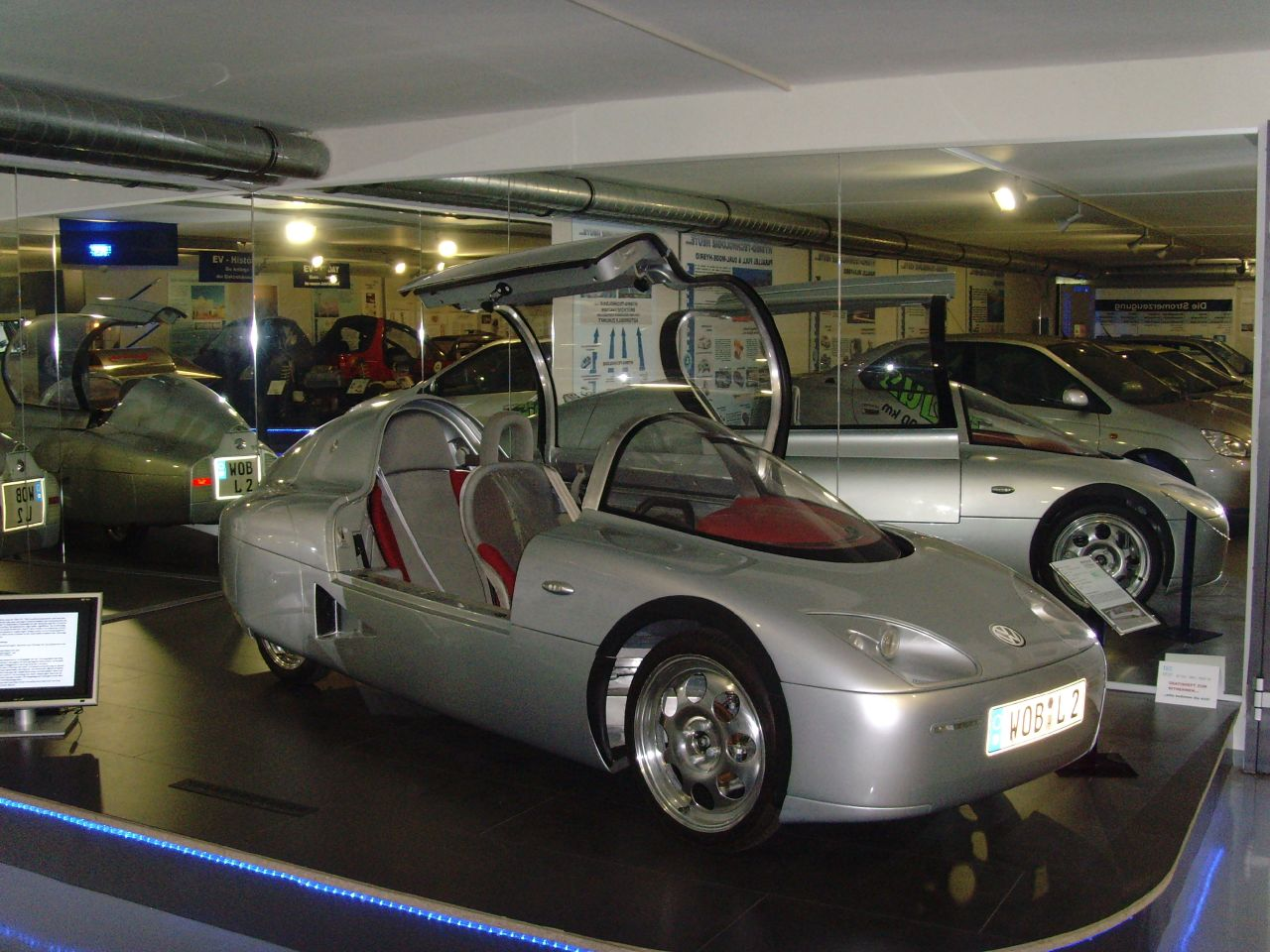
«1-Liter car»
(«однолитровый автомобиль»).
Музей Autovision
Баден-Вюртемберг, Германия

В качестве двигателя был применён 1-цилиндровый атмосферный дизельный двигатель объёмом 299 см³ и мощностью 8,5 л.с. Коробка передач использовалась 6-скоростная секвентальная, роботизированая, без педали сцепления.
Массово-габаритные характеристики «однолитрового автомобиля»:
- Длина — 3470 мм
- Ширина — 1250 мм
- Высота — 1100 мм
- Вес — 381 кг
- Объём багажника — 80 литров

На первом показательном пробеге автомобиля Фердинанд Пих преодолел на нём 230 километров с территории автозавода в Вольфсбурге в Гамбург, где проходило годовое собрание акционеров концерна Volkswagen, показав средний расход топлива 0,89 литров на 100 километров.
Полной заправки бака «1-Liter car», по заявлению представителей концерна, хватало на 650 километров.

### Вторая версия

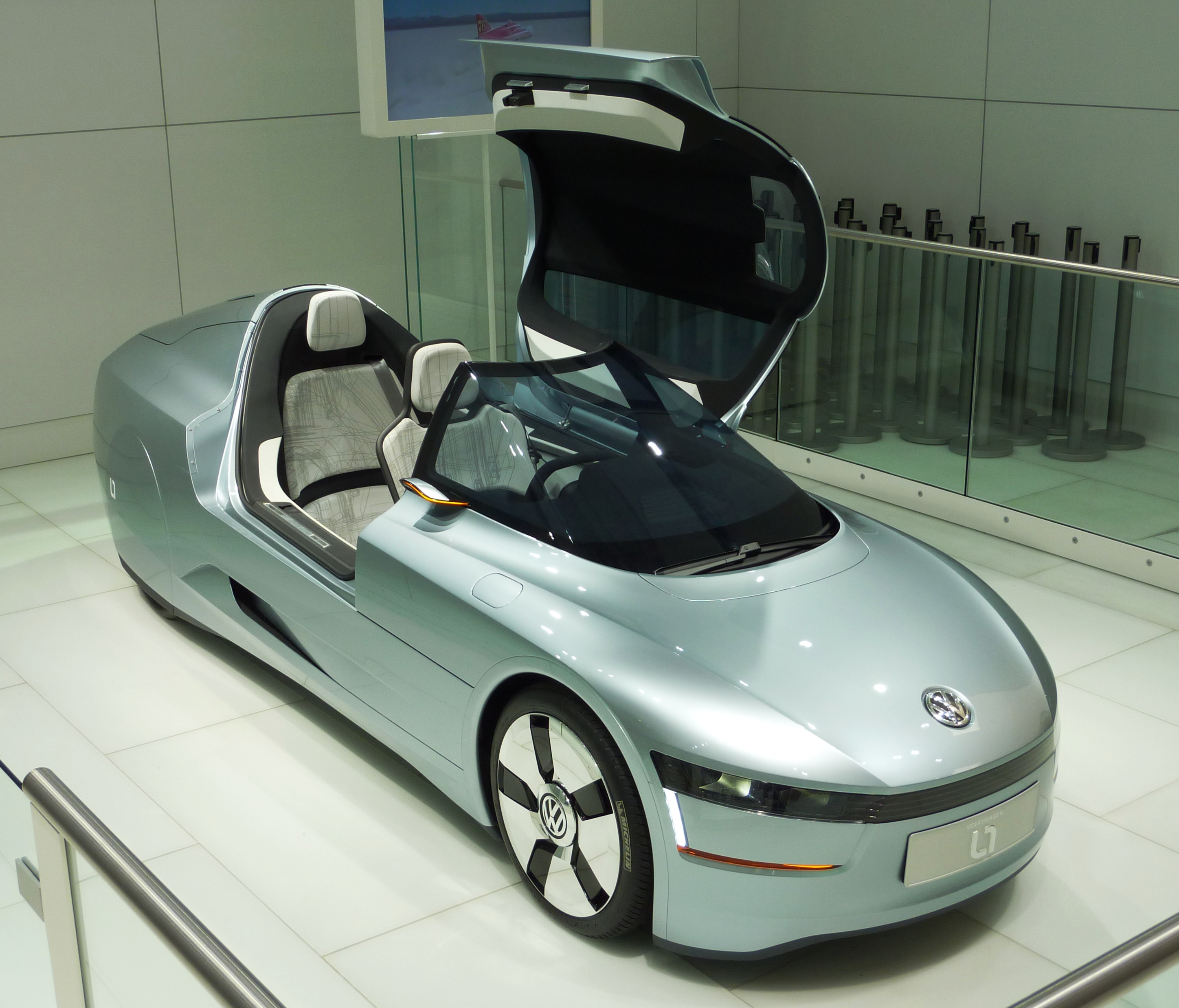
Volkswagen L1

В 2009 году на традиционном автосалоне во Франкфурте-на-Майне, концерн Volkswagen представил новую версию сверхэкономичного автомобиля «1-Liter car» — Volkswagen L1. В данном случае прежнее название решили упростить до аббревиатуры.
На этот раз конструкторы усилили и усложнили силовую установку. Автомобиль стал гибридным.
На L1 был установлен двухцилиндровый турбированный дизель объёмом 800 см³ и мощностью 13,4 л.с. а также электродвигатель.
Гибридная схема предполагала одновременную работу дизеля и электромотора в экономном режиме суммарной мощностью в 27 л.с. и в спортивном режиме в 39 л.с.
Также увеличились массово-габаритные характеристики самой машины по сравнению с предыдущей версией:
- Длина — 3813 мм
- Ширина — 1200 мм
- Высота — 1143 мм
- Вес — 381 кг

Выбросы CO2 — 39 грамм/км. Максимальная скорость заявленная концерном Volkswagen составила 158 км/ч. До 100 км/ч L1 разгонялся за 14,3 секунды.

### Третья версия

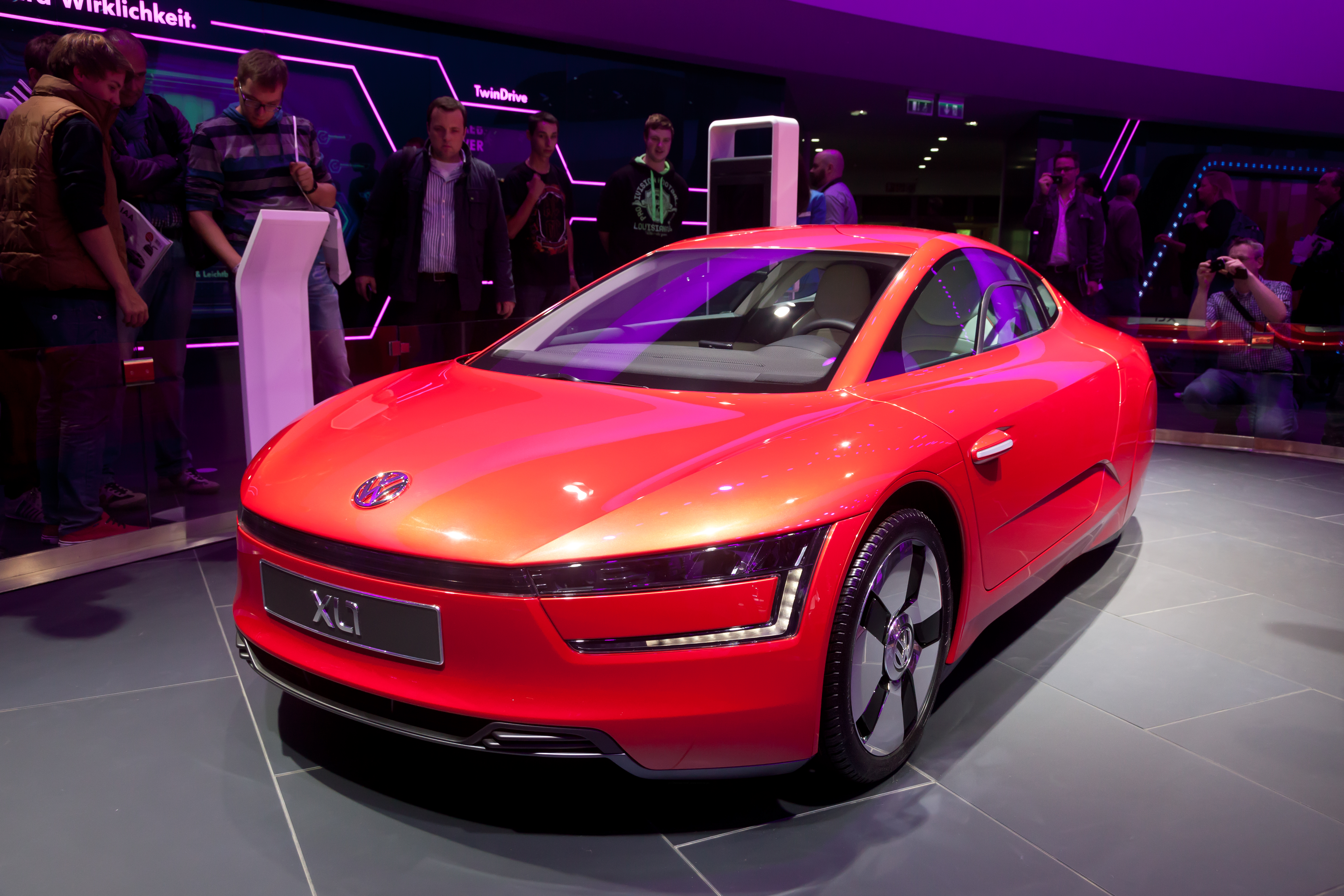
Volkswagen XL1

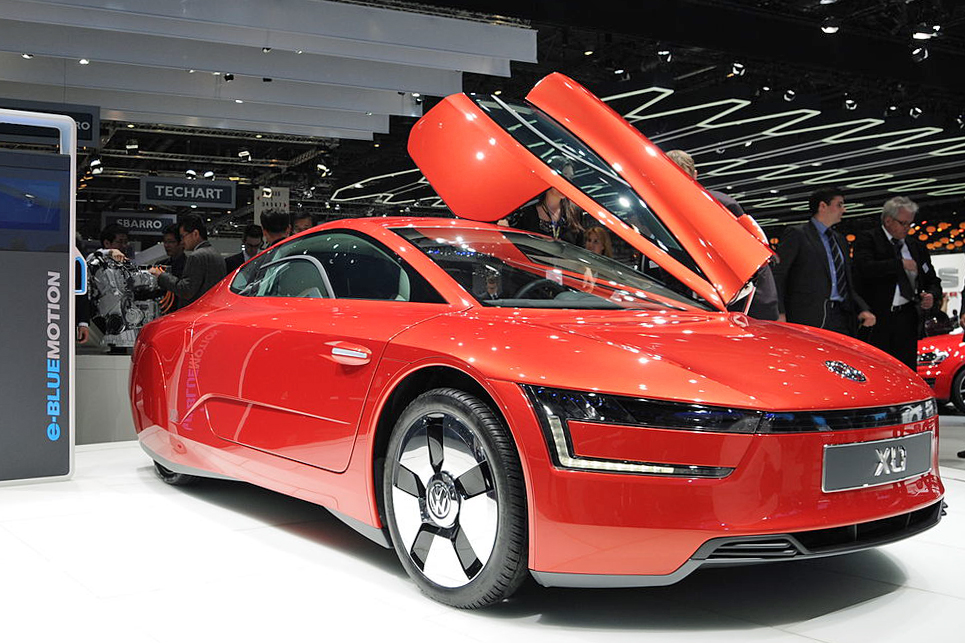
Volkswagen XL1 на автосалоне в Женеве.
Март 2013 года

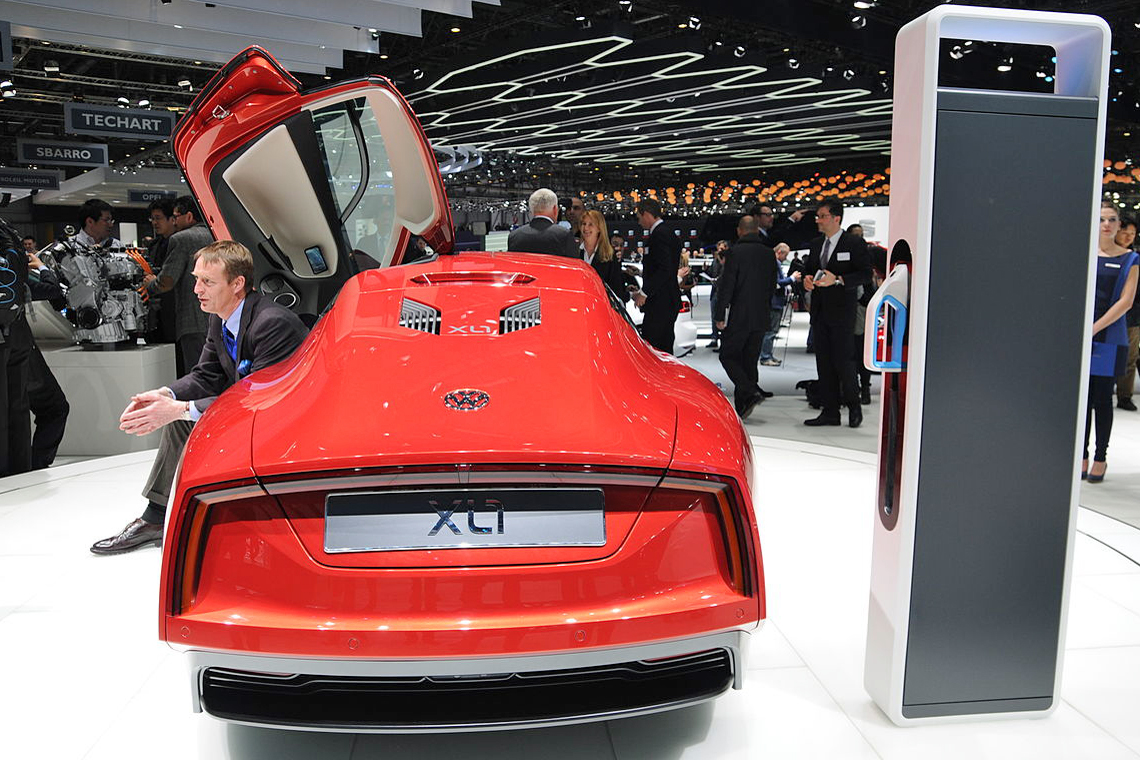
Volkswagen XL1 на автосалоне в Женеве.
Вид сзади

В 2011 году концерн Volkswagen представил третью версию «1-Liter car» — Volkswagen XL1.
Главной конструктивной особенностью XL1 стала классическая расстановка сидений. Откидной колпак был заменён поднимающимися вверх дверями.
Другие особенности конструкции послужившие для снижения веса:
- кузов выполнен как углепластиковый монокок;
- отсутствие рулевого усилителя;
- тормозные диски из углерода и керамики;
- электропроводка выполнена на тонких алюминиевых проводах;
- отсутствие электрических стеклоподъёмников (подъём и опускание вручную);
- отсутствие боковых зеркал — панорама бокового заднего вида передаётся через видеокамеры. Камеры установлены на двери;
- стёкла в дверях изготовлены из поликарбоната;
- узкопрофильные передние шины — 115/80 R15;
- узкопрофильные задние шины — 145/55 R16;
- каркас кресел выполнен из углепластика
- применена видоизменённая конструкция дверей, открывающихся вверх (крылья чайки). Особенностью конструкции открытия дверей является то, что один шарнир находится на крыше, а другой — на дверной стойке у капота. В классических крыльях чайки оба шарнира находятся на крыше автомобиля[7];

В XL1 установлена 7-ступенчатая роботизированная коробка передач с автоматическим сцеплением.
Гибридная силовая установка представлены двухцилиндровым турбодизелем и электродвигателем. Электродвигатель конструктивно встроен вместо маховика и является как стартером, так и генератором.
Характеристики гибридной установки:
- Дизель (турбированный)
  - количество цилиндров — 2
  - рабочий объём — 800 см³
  - мощность — 48 л.с.
  - максимальный крутящий момент — 120 Н•м при 4000 об/мин
- Электродвигатель
  - мощность — 27 л.с.
  - максимальный крутящий момент — 100 Н•м при 2000 об/мин
- Электропитание
  - Тип источника — литий-ионные аккумуляторы фирмы Sanyo
  - Ёмкость аккумуляторов — 5,5 кВт•час
  - Запас хода на аккумуляторах — 50 километров
  - Подзарядка аккумуляторов — от бытовой электросети
- Объём топливного бака — 10 литров
- Выбросы CO2 — 21 грамм/км
- Запас хода — 500 километров

## Продажи
Руководство концерна Volkswagen не скрывало, что разработка и производство XL1 не является коммерчески окупаемым проектом.
Во главу проекта по созданию сверэкономичного автомобиля ставилось внедрение новых технологий и повышение престижа концерна, инженеры которого сумели разрешить сложные технические проблемы.
В связи с этим общий выпуск XL1 составил всего 250 машин, из которых 50 машин было оставлено для исследовательских нужд самого концерна, а остальные 200 машин были выставлены на продажу по стоимости в 111 000 евро на европейском рынке. Розничные продажи начались в Германии в июне 2014 года.